# مانوئل سول
مانوئل سول (اسپانیایی: Manuel Sol‎؛ زادهٔ ۳۱ اوت ۱۹۷۳) بازیکن فوتبال اهل مکزیک بود.
از باشگاه‌هایی که در آن بازی کرده‌است می‌توان به باشگاه فوتبال نیکاکسا، باشگاه فوتبال گوادالاخارا، باشگاه فوتبال مونتری، باشگاه فوتبال پوئبلا، باشگاه فوتبال اونیورسیداد ناسیونال، و باشگاه فوتبال آتلانتی اشاره کرد.
وی همچنین در تیم‌های ملی فوتبال مکزیک، و مکزیک، بازی کرده‌است.